# GelreDome
GelreDome – stadion piłkarski w Holandii, w Arnhem należący do klubu SBV Vitesse. Został wybudowany w 1998 roku; może pomieścić 32 500 widzów. Był jedną z aren Euro 2000.
GelreDome zastąpił stadion Nieuw Monnikenhuize, na którym klub SBV Vitesse rozgrywał swoje mecze w latach 1950–1997.
Odbywają się na nim również liczne koncerty, takich artystów jak:
- AC/DC
- U2
- Bruce Springsteen
- Queen + Paul Rodgers
- Rammstein
- Coldplay
- DJ Tiesto
- Britney Spears
- Madonna
- Radiohead
- Justin Timberlake
- Paul McCartney
- Metallica
- Iron Maiden
- Spice Girls
- Backstreet Boys
- Pearl Jam
- Marco Borsato
- Roger Waters
- Tina Turner
- Justin Bieber
- w GelreDome odbywa się również impreza Qlimax oraz HardBass